# Yahya ben Muhammad
Yahya ben Muhammad (en árabe: يَحيَى بن مُحَمَّد بن إِدرِيس). Emir idrísida que gobernó el territorio del actual Marruecos entre los años 848 y 864.
Hijo de Muhammad ben Idrís, sucedió en el trono a su hermano Alí ben Muhammad. También conocido como Yahya I. Durante su reinado, la capital Fez acogió a numerosos refugiados de Al-Ándalus y de la actual Túnez, e inició la construcción de la mezquita de Qaraouiyine, la más importante de todas las existentes actualmente en Marruecos.
Falleció en 864 y le sucedió en el trono su hijo Yahya ben Yahya.